# 云川公园站
云川公园站位于中华人民共和国安徽省合肥市包河区（滨湖新区）云谷路与四川路交叉口地下，是合肥轨道交通5号线的地铁车站。

## 车站楼层
| B1 | 站厅                               | 出入口、票务服务、自动售票机、人工服务台 |  |
| B2 |                                    | █ 5号线列车往贵阳路方向 （滨湖竹园）     |  |
| B2 | 岛式站台                           |                                          |  |
| B2 | █ 5号线列车往汲桥路方向 （清水冲） |                                          |  |

## 车站结构
云川公园站位于四川路与云谷路交叉口，沿云谷路东西向布置，车站为地下两层单柱双跨岛式车站，站台宽度11m。